# Filip Helander
Filip Viktor Helander (født 22. april 1993) er en svensk professionel fodboldspiller, som spiller for Superliga-klubben Odense Boldklub og Sveriges landshold.

## Klubkarriere

### Malmö FF
Helander begyndte sin karriere hos Malmö FF, hvor han fik sin førsteholdsdebut i 2011. Hans gennembrud var dog i 2013 sæsonen, hvor han blev etableret som fast mand på holdet.

### Hellas Verona
Helander skiftede i juli 2015 til italienske Hellas Verona.

### Bologna
Efter en enkelt sæson i Verona, skiftede Helander i august 2016 til Bologna på en lejeaftale med en købsobligation. Som del af aftalen, blev Nicolò Cherubin solgt til Verona.

### Rangers
Helander skiftede i juli 2019 til skotske Rangers. Han forlod klubben ved kontraktudløb i juli 2023.

### Odense Boldklub
Helander skiftede i august 2023 til Odense Boldklub.

## Landsholdskarriere

### Ungdomslandshold
Helander har repræsenteret Sverige på flere ungdomsniveauer. Han var del af Sveriges U/21-landshold som vandt guld ved U/21-EM 2015.

### Seniorlandshold
Helander debuterede for Sveriges landshold den 28. marts 2017.

## Titler
Malmö FF
- Allsvenskan: 2 (2013, 2014)
- Svenska Supercupen: 1 (2014)

Rangers
- Scottish Premiership: 1 (2020-21)
- Scottish Cup: 1 (2021-22)

Sverige U/21
- U/21 Europamesterskabet: 1 (2015)

Individuelle
- U/21 Europamesterskabet Turneringens hold: 1 (2015)